# Espenblad
Het espenblad (Phyllodesma tremulifolia) is een nachtvlinder uit de familie Lasiocampidae (spinners). De voorvleugellengte bedraagt tussen de 15 en 18 millimeter bij de mannetjes en tussen de 18 en 20 millimeter bij de wijfjes. De imago kan geen voedsel meer opnemen. Hij overwintert als pop.

## Waardplanten
Het espenblad heeft als waardplanten diverse loofbomen, zoals eiken, populieren en berken.

## Voorkomen in Nederland en België
Het espenblad is in Nederland en België een zeer zeldzame soort uit het zuidoosten van het gebied. De vlinder kent één generatie die vliegt van half april tot in juli.